# Sphinctogonia servula
Sphinctogonia servula är en insektsart som beskrevs av Gustav Breddin 1901. Sphinctogonia servula ingår i släktet Sphinctogonia och familjen dvärgstritar. Inga underarter finns listade i Catalogue of Life.